# Ramona Maier (Fußballspielerin)
Ramona Maier (* 19. September 1995 in Erding) ist eine deutsche Fußballspielerin, die seit dem 1. Juli 2022 Vertragsspielerin der SGS Essen ist.

## Karriere
Maier begann in Winzer, im niederbayerischen Landkreises Deggendorf, beim dort ansässigen Sportverein Winzer mit dem Fußballspielen. Im weiteren Verlauf und bis Saisonende 2008/09 spielte sie dann in der Jugendabteilung der SpVgg Grün-Weiß Deggendorf. Anschließend gehörte sie von 2009 bis 2012 der Jugendabteilung des FC Bayern München an.
Aus der B-Jugendmannschaft des FC Bayern München wechselte sie im Alter von 17 Jahren zum SC Regensburg, dem sie von 2012 bis 2014 in der viertklassigen Bayernliga angehörte. Danach folgte eine acht Jahre währende Zugehörigkeit zum FC Ingolstadt 04, für den sie insgesamt 168 Punktspiele bestritt und 104 Tore erzielte. Zunächst bestritt sie von 2014 bis 2019 115 Punktspiele in der drittklassigen Regionalliga Süd, in den sie 57 Tore erzielte. Als Meister aus dieser hervorgegangen, gelang nach zwei Siegen im Hin- und Rückspiel über Borussia Bocholt in der Aufstiegsrunde der Aufstieg in die 2. Bundesliga. In dieser Spielklasse kam sie bis Saisonende 2021/22 in 53 Punktspielen zum Einsatz, in denen sie 47 Tore erzielte. In ihrer ersten Zweitligasaison gelangen ihr sechs Tore in Folge, in ihrer zweiten drei- und in ihrer letzten siebenmal zwei Tore in einem Punktspiel. Drei Tore gelangen ihr am 7. November 2021 (8. Spieltag) beim 5:1-Sieg im Auswärtsspiel gegen den SV Henstedt-Ulzburg.
Zur Saison 2022/23 wurde sie vom Bundesligisten SGS Essen verpflichtet und mit einem bis zum 30. Juni 2024 datierten Vertrag ausgestattet. Ihr erstes Bundesligaspiel bestritt sie am 17. September 2022 (1. Spieltag) – zwei Tage vor ihrem 27. Geburtstag – bei der 0:4-Niederlage im Auswärtsspiel gegen den amtierenden deutschen Doublegewinner VfL Wolfsburg mit Einwechslung für Antonia Baaß in der 72. Minute. Ihr erstes von acht Bundesligatoren in der Saison 2022/2023 – und damit beste SGS-Torschützin in dieser Spielzeit – erzielte sie am 6. November 2022 (7. Spieltag) beim 2:1-Sieg im Heimspiel gegen den 1. FFC Turbine Potsdam mit dem Treffer zum 1:0 in der elften Minute. Am 12. März 2023 (14. Spieltag) gelangen ihr beim 2:1-Sieg im Heimspiel gegen den SC Freiburg erstmals zwei Tore in einem Bundesligaspiel.

## Erfolge
- Meister Regionalliga Süd 2019 und Aufstieg in die 2. Bundesliga
- Torschützenkönigin 2. Bundesliga 2022 (25 Tore; gemeinsam mit Nastassja Lein – 1. FC Nürnberg)